# Andrzej Anklewicz
Andrzej Marian Anklewicz (ur. 22 sierpnia 1953 w Warszawie, zm. 13 czerwca 2025) – polski pracownik administracji i polityk, komendant główny Straży Granicznej (1997). W okresie PRL-u funkcjonariusz aparatu bezpieczeństwa, Milicji Obywatelskiej i kontrwywiadu. 

## Życiorys
Syn Tadeusza i Alicji. Jest absolwentem Wydziału Dziennikarstwa i Nauk Politycznych Uniwersytetu Warszawskiego. Był oficerem Służby Bezpieczeństwa i kontrwywiadu, funkcjonariuszem Komendy Stołecznej Milicji Obywatelskiej, a od 1982 pracował w MSW. Zajmował się m.in. rozpracowywaniem opozycji (KSS KOR).
Po 1989 był wicedyrektorem gabinetu Andrzeja Milczanowskiego, szefa resortu spraw wewnętrznych. Kierował zespołem doradców premiera Józefa Oleksego, a po tym, jak Oleksego oskarżono o rzekome związki z rosyjskim wywiadem, został wiceministrem w MSW. Od stycznia do listopada 1997 był komendantem głównym Straży Granicznej. W 2001 został szefem Generalnego Inspektoratu Celnego. Od 2004 był doradcą Zbigniewa Wróbla ds. bezpieczeństwa i dyrektorem ds. bezpieczeństwa i kontroli Orlenu. Został członkiem Instytutu Przetrwania Specsłużb (prezes Tadeusz Iwiński).
W latach 1968–1973 był członkiem Związku Młodzieży Socjalistycznej, w latach 1974–1976 należał do Socjalistycznego Związku Studentów Polskich. Od 4 grudnia 1974 był członkiem Polskiej Zjednoczonej Partii Robotniczej.
Zmarł 13 czerwca 2025 w Warszawie i został pochowany na Cmentarzu Komunalnym Północnym (kwatera  B-IX-1, rząd 7, grób 7)